# Championnat de Belgique masculin de handball 2011-2012
Navigation
Division 1 2010-2011 Division 1 2012-2013
La saison 2011-2012 du championnat de Belgique de handball fut la 54e édition de la plus haute division belge de handball. La première phase du championnat la phase classique, est suivie des Play-offs et des Play-downs.       
Cette édition fut remportée par le United HC Tongeren, il termine devant l'Initia HC Hasselt, occupant la place de dauphin, suivant à la troisième place l'Achilles Bocholt et enfin, le KV Sasja HC Hoboken termine dernier et quatrième des Play-offs, ce sont ces quatre clubs qui auront l'honneur de représenter la Belgique en BeNeLux liga la saison suivante.
Le HC Atomix est relégué et sera remplacé la saison suivante par l'EHC Tournai.

## Participants
En gras, les clubs engagés en BeNeLux liga
| Club                        | Classement 2010-2011 | Localisation            | Entraîneur                       | Salle                        | Capacité |
| --------------------------- | -------------------- | ----------------------- | -------------------------------- | ---------------------------- | -------- |
| Initia HC Hasselt           | 1er                  | Hasselt                 | Luc Boiten                       | Sporthal Alverberg           | 1 730    |
| United HC Tongeren          | 2e                   | Tongres                 | Jos Schouterden                  | Eburons Dôme Tongeren        | 1 000    |
| Sporting Neerpelt-Lommel    | 3e                   | Neerpelt/Lommel         | Predrag Dosen                    | Sportcentrum Dommelhof       | 1 600    |
| Achilles Bocholt            | 4e                   | Bocholt                 | Robin Gielen                     | Sportcomplex De Damburg      | 1 539    |
| KV Sasja HC Hoboken         | 5e                   | Anvers                  | Alex Jacobs                      | Sportcomplex Sorghvliedt     | 950      |
| HC Eynatten-Raeren          | 6e                   | Raeren                  | Pim Rietbroek                    | Sporthalle Eynatten          | 700      |
| HC Atomix                   | 7e                   | Haacht/Keerbergen/Putte |                                  | Sporthal Den Dijk            | 600      |
| Union beynoise              | 8e                   | Beyne-Heusay            | Olivier Leleux                   | Hall Omnisports Edmond Rigo  | 400      |
| VOO HC Herstal-Flémalle ROC | 9e                   | Herstal/Flémalle        | Jean-Luc Grandjean Thierry Finet | Hall Omnisports "La Préalle" | 1200     |
| HC Visé BM                  | 1er (D2)             | Visé                    | Davor Peric                      | Hall Omnisports de Visé      | 600      |

### Localisation
| \| HC Visé BM United HC Tongeren Achilles Bocholt Initia HC Hasselt Union beynoise KV Sasja HC Eynatten Sporting NeLo HC Atomix Herstal-Flémalle \| Localisation des clubs engagés dans le championnat |
| HC Visé BM United HC Tongeren Achilles Bocholt Initia HC Hasselt Union beynoise KV Sasja HC Eynatten Sporting NeLo HC Atomix Herstal-Flémalle                                                          |

Nombre d'équipes par Province
| # | Province                    | Nombre | Équipe(s)                                                                         |
| - | --------------------------- | ------ | --------------------------------------------------------------------------------- |
| 1 | Province de Limbourg        | 4      | Initia HC Hasselt, United HC Tongeren, Achilles Bocholt, Sporting Neerpelt-Lommel |
| 2 | Province de Liège           | 4      | Union beynoise, HC Visé BM, VOO HC Herstal-Flémalle ROC, HC Eynatten-Raeren       |
| 3 | Province d'Anvers           | 1      | KV Sasja HC Hoboken                                                               |
| 4 | Province du Brabant flamand | 1      | HC Atomix                                                                         |

## Compétition

### Organisation du championnat
La saison régulière est disputée par 10 équipes jouant chacune l'une contre l'autre à deux reprises selon le principe des phases aller et retour. Une victoire rapporte 2 points, une égalité, 1 point et, donc une défaite 0 point.
Après la saison régulière, les 4 équipes les mieux classées s'engagent dans les play-offs. Ceux-ci constituent en un nouveau championnat où les 4 équipes s'affrontent en phase aller-retour mais lors duquel l'équipe classée première de la saison régulière part avec 4 points, le second, 3, le troisième, 2, le quatrième, 1.
Ces quatre équipes s'affrontent pour le titre de champion mais aussi pour se qualifier en Coupe d'Europe la saison suivante.
Lors de ces play offs, les deux premières équipes sont qualifiés pour la finale, une finale en trois manches, dont le premier reçoit deux fois et le second une fois. Tandis que le troisième reçoit le quatrième pour le match de la troisième place.
Pour ce qui est des 6 dernières équipes de la phase régulière, elles s'engagent quant à elles dans les play-downs. Il s'agit là aussi d'une compétition normale en phase aller-retour mais pour laquelle, le premier de ces play-downs commence avec 6 points, le second, 5, le troisième, 4, le quatrième, 3, le cinquième, 2 et le sixième avec 1 point.
Ces quatre équipes s'affrontent dans le but de ne pas pouvoir finir à la dernière place synonyme de relégation en division 2.

### Saison régulière

#### Classement
|    | Équipe                      | Pts | J  | G  | N | P  | Bp  | Bc  | Diff |
| -- | --------------------------- | --- | -- | -- | - | -- | --- | --- | ---- |
| 1  | United HC Tongeren          | 30  | 16 | 15 | 0 | 1  | 515 | 358 | 157  |
| 2  | Initia Hasselt (T) (C)      | 26  | 16 | 13 | 0 | 3  | 564 | 417 | 147  |
| 3  | KV Sasja HC Hoboken         | 25  | 16 | 12 | 0 | 3  | 502 | 395 | 107  |
| 4  | Achilles Bocholt            | 21  | 16 | 10 | 1 | 3  | 540 | 425 | 115  |
| 5  | Sporting Neerpelt-Lommel    | 16  | 16 | 8  | 0 | 8  | 525 | 482 | 43   |
| 6  | HC Visé BM                  | 14  | 16 | 6  | 2 | 8  | 461 | 438 | 23   |
| 7  | Union Beynoise              | 14  | 16 | 7  | 0 | 9  | 441 | 469 | -28  |
| 8  | HC Eynatten-Raeren          | 10  | 16 | 4  | 2 | 10 | 413 | 491 | -78  |
| 9  | VOO HC Herstal-Flémalle ROC | 4   | 16 | 1  | 2 | 13 | 440 | 561 | -121 |
| 10 | HC Atomix                   | 0   | 16 | 0  | 0 | 16 | 329 | 668 | -339 |

|                 | Qualification en playoffs et en BeNeLux Liga 2012-2013 |
|                 | Playdowns                                              |
| (T)             | Tenant du titre 2011                                   |
| en augmentation | Promu 2011                                             |
| (C)             | Vainqueur de la Coupe de Belgique 2011-2012            |

##### Évolution du Classement
- Leader du classement

| Bocholt | Bocholt | Bocholt | United HC Tongeren | United HC Tongeren | United HC Tongeren | United HC Tongeren | United HC Tongeren | United HC Tongeren | United HC Tongeren | United HC Tongeren | United HC Tongeren | United HC Tongeren | United HC Tongeren | United HC Tongeren | United HC Tongeren | United HC Tongeren | United HC Tongeren |  |  |  |  |  |  |  |  |  |  |  |  |
|         |         |         |                    |                    |                    |                    |                    |                    |                    |                    |                    |                    |                    |                    |                    |                    |                    |  |  |  |  |  |  |  |  |  |  |  |  |
| 01      | 02      | 03      | 04                 | 05                 | 06                 | 07                 | 08                 | 09                 | 10                 | 11                 | 12                 | 13                 | 14                 | 15                 | 16                 | 17                 | 18                 |  |  |  |  |  |  |  |  |  |  |  |  |

- Journée par journée

| Club                        | 1  | 2  | 3  | 4  | 5  | 6  | 7  | 8  | 9  | 10 | 11 | 12 | 13 | 14 | 15 | 16 | 17 | 18 |
| --------------------------- | -- | -- | -- | -- | -- | -- | -- | -- | -- | -- | -- | -- | -- | -- | -- | -- | -- | -- |
| United HC Tongeren          | 4  | 3  | 2  | 1  | 1  | 1  | 1  | 1  | 1  | 1  | 1  | 1  | 1  | 1  | 1  | 1  | 1  | 1  |
| Initia HC Hasselt           | 2  | 4  | 6  | 6  | 5  | 4  | 4  | 3  | 2  | 2  | 2  | 2  | 2  | 2  | 2  | 2  | 2  | 2  |
| Achilles Bocholt            | 1  | 1  | 1  | 3  | 2  | 3  | 3  | 4  | 4  | 4  | 3  | 3  | 4  | 4  | 4  | 4  | 4  | 4  |
| Sporting Neerpelt-Lommel    | 6  | 5  | 7  | 7  | 7  | 6  | 5  | 5  | 6  | 6  | 7  | 8  | 7  | 6  | 6  | 5  | 5  | 6  |
| KV Sasja HC Hoboken         | 5  | 7  | 4  | 4  | 3  | 2  | 2  | 2  | 3  | 3  | 4  | 4  | 3  | 3  | 3  | 3  | 3  | 3  |
| HC Atomix                   | 10 | 10 | 10 | 10 | 10 | 10 | 10 | 10 | 10 | 10 | 10 | 10 | 10 | 10 | 10 | 10 | 10 | 10 |
| VOO HC Herstal-Flémalle ROC | 9  | 9  | 8  | 8  | 8  | 8  | 9  | 9  | 9  | 9  | 9  | 9  | 9  | 9  | 9  | 9  | 9  | 9  |
| Union beynoise              | 8  | 6  | 5  | 5  | 6  | 7  | 7  | 6  | 7  | 7  | 8  | 6  | 6  | 7  | 7  | 7  | 6  | 5  |
| HC Visé BM                  | 3  | 2  | 3  | 2  | 4  | 5  | 6  | 7  | 5  | 5  | 5  | 5  | 5  | 5  | 5  | 6  | 7  | 7  |
| HC Eynatten-Raeren          | 7  | 8  | 9  | 9  | 9  | 9  | 8  | 8  | 8  | 8  | 6  | 7  | 8  | 8  | 8  | 8  | 8  | 8  |

#### Matchs
| Résultats (dom.\ext.)                                      | UTO   | IHA   | ABO   | SNL   | KVS   | HCA   | H-F   | UBE   | HCV   | HCER  |
| United HC Tongeren                                         |       | 26-19 | 30-25 | 39-32 | 36-21 | 48-19 | 37-20 | 33-20 | 30-23 | 29-23 |
| Initia Hasselt                                             | 23-28 |       | 33-31 | 43-37 | 38-27 | 28-26 | 38-25 | 36-31 | 29-21 | 37-16 |
| Achilles Bocholt                                           | 28-26 | 29-33 |       | 33-27 | 30-30 | 34-12 | 29-28 | 39-27 | 30-22 | 36-14 |
| Sporting Neerpelt-Lommel                                   | 27-33 | 30-28 | 30-31 |       | 32-35 | 41-25 | 33-26 | 31-37 | 35-29 | 29-24 |
| KV Sasja HC Hoboken                                        | 32-34 | 31-35 | 32-28 | 26-24 |       | 43-14 | 40-21 | 31-19 | 42-32 | 36-14 |
| HC Atomix                                                  | 23-37 | 16-44 | 14-42 | 20-45 | 22-42 |       | 21-41 | 26-37 | 42-32 | 27-38 |
| VOO HC Herstal-Flémalle ROC                                | 32-38 | 27-40 | 24-39 | 33-38 | 32-43 | 49-24 |       | 27-28 | 25-40 | 25-35 |
| Union Beynoise                                             | 19-27 | 29-42 | 29-27 | 34-27 | 23-23 | 35-24 | 37-18 |       | 36-35 | 22-26 |
| HC Visé BM                                                 | 21-29 | 22-35 | 23-25 | 31-30 | 30-32 | 42-15 | 30-30 | 27-23 |       | 28-20 |
| HC Eynatten-Raeren                                         | 15-32 | 21-34 | 34-32 | 31-40 | 31-33 | 42-15 | 46-19 | 26-28 | 29-29 |       |
| - Victoire à domicile - Match nul - Victoire à l'extérieur |       |       |       |       |       |       |       |       |       |       |

### Play-offs

#### Classement
|   | Équipe                    | Pts | J | G | N | P | Bp  | Bc  | Diff |
| - | ------------------------- | --- | - | - | - | - | --- | --- | ---- |
| 1 | United HC Tongeren        | 14  | 6 | 5 | 0 | 1 | 193 | 164 | 29   |
| 2 | Initia HC Hasselt (T) (C) | 13  | 6 | 5 | 0 | 1 | 200 | 174 | 26   |
| 3 | KV Sasja HC Hoboken       | 4   | 6 | 1 | 0 | 5 | 171 | 210 | -39  |
| 4 | Achilles Bocholt          | 3   | 6 | 1 | 0 | 5 | 185 | 201 | -16  |

|     | Qualification pour la finale                        |
|     | Qualification pour le match pour la troisième place |
| (T) | Tenant du titre 2011                                |
| (C) | Vainqueur de la Coupe de Belgique 2010-2011         |

#### Matchs
| Résultats (dom.\ext.)                                      | UTO   | IHA   | ABO   | KVS   |
| United HC Tongeren                                         |       | 36-29 | 35-28 | 28-24 |
| Initia HC Hasselt                                          | 35-23 |       | 32-29 | 34-31 |
| Achilles Bocholt                                           | 25-34 | 30-32 |       | 40-34 |
| KV Sasja HC Hoboken                                        | 23-37 | 25-38 | 34-33 |       |
| - Victoire à domicile - Match nul - Victoire à l'extérieur |       |       |       |       |

#### Match pour la troisième place
| 12 mai 2012 | KV Sasja HC Hoboken | 34 - 40 | Achilles Bocholt | Sportcomplex Sorghvliedt, Anvers |

#### Finale
| 12 mai 2012 | Initia HC Hasselt | 23 - 24 | United HC Tongeren | Sporthal Alverberg, Hasselt |

| 19 mai 2012 | United HC Tongeren | 26 - 24 | Initia HC Hasselt | Eburons Dôme Tongeren, Tongres |

- United HC Tongeren 2 - 0 Initia HC Hasselt

#### Champion
| Champion de Belgique de handball 2011-2012 United Handbal Club Tongeren 5e titre |

### Play-downs

#### Classement
|   | Équipe                      | Pts | J  | G  | N | P  | Bp  | Bc  | Diff |
| - | --------------------------- | --- | -- | -- | - | -- | --- | --- | ---- |
| 1 | Sporting Neerpelt-Lommel    | 25  | 10 | 10 | 0 | 0  | 358 | 280 | 78   |
| 2 | HC Visé BM (P)              | 16  | 6  | 0  | 4 | 1  | 334 | 290 | 44   |
| 3 | Union Beynoise              | 16  | 10 | 5  | 0 | 5  | 325 | 270 | 55   |
| 4 | VOO HC Herstal-Flémalle ROC | 12  | 10 | 5  | 0 | 5  | 312 | 322 | -10  |
| 5 | HC Eynatten-Raeren          | 11  | 10 | 4  | 0 | 6  | 294 | 290 | 4    |
| 6 | HC Atomix                   | 1   | 10 | 0  | 0 | 10 | 230 | 401 | -171 |

|  | Relégué en Division 2 |

#### Matchs
| Résultats (dom.\ext.)                                      | SNL   | HCA   | H-F   | UBE   | HCV   | HCER  |
| Sporting Neerpelt-Lommel                                   |       | 42-23 | 37-34 | 29-27 | 36-34 | 31-26 |
| HC Atomix                                                  | 28-39 |       | 32-36 | 23-40 | 32-41 | 20-36 |
| VOO HC Herstal-Flémalle ROC                                | 26-36 | 32-18 |       | 33-31 | 31-37 | 34-29 |
| Union Beynoise                                             | 30-31 | 50-16 | 42-29 |       | 25-22 | 28-34 |
| HC Visé BM                                                 | 29-41 | 51-17 | 26-27 | 29-27 |       | 30-28 |
| HC Eynatten-Raeren                                         | 23-36 | 34-21 | 34-30 | 24-25 | 26-35 |       |
| - Victoire à domicile - Match nul - Victoire à l'extérieur |       |       |       |       |       |       |

## Bilan

### Classement final
| Rang | Équipe                      |
| ---- | --------------------------- |
| 1er  | United HC Tongeren          |
| 2e   | Initia HC Hasselt (C)       |
| 3e   | Achilles Bocholt (T)        |
| 4e   | KV Sasja HC Hoboken         |
| 5e   | Sporting Neerpelt-Lommel    |
| 6e   | HC Visé BM                  |
| 7e   | Union beynoise              |
| 8e   | VOO HC Herstal-Flémalle ROC |
| 9e   | HC Eynatten-Raeren          |
| 10e  | HC Atomix                   |

|     | Champion de Belgique et qualifiés pour la Coupe EHF 2011-2012 |
|     | Qualifiés pour la Coupe des coupes 2011-2012                  |
|     | Relégués en division 2                                        |
| En  | gras Qualifiés pour la BeNeLux Liga 2011-2012                 |
| (T) | Tenant du titre                                               |
| (C) | Vainqueur de la Coupe de Belgique                             |

### Classement des Buteurs
| #  | Joueur               | Équipe                   | Buts |
| -- | -------------------- | ------------------------ | ---- |
| 01 | Arber Qerimi         | Sporting Neerpelt-Lommel | 126  |
| 02 | Jeroen De Beule      | United HC Tongeren       | 106  |
| 03 | Kevin Jacobs         | KV Sasja HC Hoboken      | 103  |
| 04 | Roel Valkenborgh     | Achilles Bocholt         | 102  |
| 05 | Damian Kedziora      | Achilles Bocholt         | 101  |
| 06 | Kristof Van Wesemael | Olse Merksem HC          | 96   |
| 07 | Dimitri Van den Hoed | Sporting Neerpelt-Lommel | 89   |
| 08 | Robbert Bogaerts     | Initia HC Hasselt        | 89   |
| 09 | Nicolas Danse        | Union beynoise           | 83   |
| 10 | Jeffrey Jacobs       | Initia HC Hasselt        | 81   |

### Parcours en coupes d'Europe
Le parcours des clubs belges en coupes d'Europe est important puisqu'il détermine le coefficient EHF, et donc le nombre de clubs espagnoles présents en coupes d'Europe les années suivantes.
| Club               | Compétition      | Tour d'entrée | Résultat           | Dernier adversaire    |
| Initia HC Hasselt  | Coupe EHF        | 1er tour      | éliminé au 2e tour | Haukar Hafnarfjörður  |
| United HC Tongeren | Coupe des coupes | 3e tour       | éliminé en 3e tour | RK Vojvodina Novi Sad |

### Bilan de la saison
| Tableau d'honneur de la saison 2011-2012 |                    |              |
| Compétition                              | Vainqueur          | Commentaire  |
| Championnat de Belgique                  | United HC Tongeren | 5e titre     |
| Coupe de Belgique                        | Initia HC Hasselt  | 10e victoire |
| Qualifications européennes               |                    |              |
| Compétition                              | Qualifiés          | Qualifiés    |
| Coupe EHF                                | United HC Tongeren | Premier tour |
| Coupe Challenge                          | Initia HC Hasselt  | Premier tour |
| Promotions et relégations                |                    |              |
| Promu en Division 1 (D1)                 | EHC Tournai        | 2e (D2)      |
| Relégation en Division 2 (D2)            | HC Atomix          | 10e          |